# Kuzmîno, Muncaci
Kuzmîno (în ucraineană Кузьмино) este un sat în comuna Kalnîk din raionul Muncaci, regiunea Transcarpatia, Ucraina.

## Demografie
Componența lingvistică a localității Kuzmîno
     Ucraineană (98,15%)
     Rusă (1,39%)
     Alte limbi (0,46%)
Conform recensământului din 2001, majoritatea populației localității Kuzmîno era vorbitoare de ucraineană (98,15%), existând în minoritate și vorbitori de rusă (1,39%).